# 堀川美哉
堀川 美哉（ほりかわ よしや、1883年（明治16年）5月17日 - 1963年（昭和38年）6月22日）は、衆議院議員（立憲国民党→立憲民政党）。津市長。

## 経歴
三重県名賀郡比奈知村（現在の名張市）出身。旧制三重県立津中学（現・三重県立津高等学校）を経て、1908年（明治41年）、早稲田大学大学部政治経済科を卒業。『東京日日新聞』記者となり、また一年志願兵として陸軍三等主計に任じられ、さらにアメリカ合衆国のコロンビア大学、イギリスのロンドン大学に留学した。
1917年（大正6年）、第13回衆議院議員総選挙に出馬し、当選を果たした。
1922年（大正11年）から1927年（昭和2年）まで『中外商業新報』記者を務めた。
1930年（昭和5年）に津市長に選出され、1945年（昭和20年）まで在任した。その間、第18回衆議院議員総選挙に出馬し、当選を果たした。
その後、1946年（昭和21年）7月に津市長石原雅二郎の辞任に伴い再任されたが、戦時中は翼賛体制協議会構成員だったため、公職追放となるおそれがあり、11月に市長を辞任する。その後公職追放となり、追放解除後の1953年（昭和28年）にも津市長に選ばれた。

## 人物
住所は津市乙部。

## 著書
- 『英国の経済的勢力』（越山堂書店、1916年）
- 『通俗経済十二講』（越山堂、1925年）